# David E. Muller
Pour les articles homonymes, voir Muller.
David Eugene Muller (né le 2 novembre 1924 à Austin, Texas et mort le 27 avril 2008 à Las Cruces, New Mexico) est un mathématicien et informaticien théoricien américain, connu pour le théorème de Muller et Schupp, les automates de Muller et le code de Reed-Muller.

## Éléments biographiques
David Muller est fils de Hermann Joseph Muller, prix Nobel de physiologie ou médecine en 1946. David Muller obtient un B. Sc. en 1947 et un Ph. D en 1951 en physique au California Institute of Technology. Il est professeur de mathématiques et informatique à l'Université de l'Illinois à Urbana-Champaign de 1953 à 1992, puis devient professeur émérite et professeur adjoint en mathématiques à l'université d'État du Nouveau-Mexique (1995-2008). 

## Travaux
Il est l'inventeur de la porte logique appelée porte C (ou C-porte), un dispositif utilisé pour implémenteer des circuits asynchrones dans les calculateurs électroniques. Il est également co-inventeur du code de Reed-Muller. C'est lui qui découvre ces codes, et c'est Irving S. Reed qui propose le décodage . Il est aussi l'inventeur des automates de Muller, un modèle d'automate pour reconnaître des ensembles de mots infinis. En théorie géométrique des groupes, Muller est connu comme coauteur, avec Paul Schupp, du théorème de Muller-Schupp qui caractérise les groupes finiment engendrés virtuellement libres comme étant les groupes finiment engendrés dont le problème du mot est un langage algébrique.

## Articles liés
- Porte C
- Code de Reed-Muller
- Reed–Muller expansion (en)
- Méthode de Muller (une méthode de calcul d'un zéro en analyse numérique)
- Automate de Muller